# Rallye Monte-Carlo 2018
Le Rallye Monte-Carlo 2018 est la 1re manche du championnat du monde des rallyes 2018. Il se déroule du 25 au 28 janvier 2018 sur 17 épreuves spéciales et est remporté par le duo Sébastien Ogier et Julien Ingrassia.

## Présentation
| Date                | Horaire | No.  | Nom de la spéciale                           | Distance |
| ------------------- | ------- | ---- | -------------------------------------------- | -------- |
| 24 Jan.             | 16 h 00 | —    | Gap (Shakedown)                              | 3,35 km  |
| Étape 1 — 213,21 km |         |      |                                              |          |
| 25 Jan.             | 18 h 00 | —    | Cérémonie d'ouverture — Casino, Monaco       | —        |
| 25 Jan.             |         |      |                                              |          |
| 25 Jan.             | 21 h 40 | SS1  | Thoard–Sisteron                              | 36,58 km |
| 25 Jan.             | 22 h 51 | SS2  | Bayons–Bréziers 1                            | 25,49 km |
| 25 Jan.             |         |      |                                              |          |
| 25 Jan.             | 23 h 45 |      | Service Park — Gap                           | —        |
| 26 Jan.             | 00 h 45 |      | Parc fermé — Gap                             | —        |
| 26 Jan.             | 08 h 00 |      | Service Park — Gap                           | —        |
| 26 Jan.             |         |      |                                              |          |
| 26 Jan.             | 08 h 51 | SS3  | Vitrolles–Oze 1                              | 26,72 km |
| 26 Jan.             | 10 h 04 | SS4  | Roussieux–Eygalayes 1                        | 33,67 km |
| 26 Jan.             | 11 h 37 | SS5  | Vaumeilh–Claret 1                            | 15,18 km |
| 26 Jan.             |         |      |                                              |          |
| 26 Jan.             | 12 h 52 |      | Service Park — Gap                           | —        |
| 26 Jan.             |         |      |                                              |          |
| 26 Jan.             | 13 h 58 | SS6  | Vitrolles–Oze 2                              | 26,72 km |
| 26 Jan.             | 15 h 11 | SS7  | Roussieux–Eygalayes 2                        | 33,67 km |
| 26 Jan.             | 16 h 44 | SS8  | Vaumeilh–Claret 2                            | 15,18 km |
| 26 Jan.             |         |      |                                              |          |
| 26 Jan.             | 17 h 49 |      | Service Park — Gap                           | —        |
| 26 Jan.             | 18 h 37 |      | Parc fermé — Gap                             | —        |
| Étape 2 — 117,55 km |         |      |                                              |          |
| 27 Jan.             | 06 h 57 |      | Service Park — Gap                           | —        |
| 27 Jan.             |         |      |                                              |          |
| 27 Jan.             | 08 h 08 | SS9  | Agnières-en-Dévoluy–Corps 1                  | 29,16 km |
| 27 Jan.             | 09 h 16 | SS10 | St.-Leger-les-Mélèzes–La-Bâtie-Neuve 1       | 16,87 km |
| 27 Jan.             |         |      |                                              |          |
| 27 Jan.             | 10 h 31 |      | Service Park — Gap                           | —        |
| 27 Jan.             | 11 h 57 | SS11 | Agnières-en-Dévoluy–Corps 2                  | 29,16 km |
| 27 Jan.             | 13 h 08 | SS12 | St.-Leger-les-Mélèzes–La-Bâtie-Neuve 2       | 16,87 km |
| 27 Jan.             |         |      |                                              |          |
| 27 Jan.             | 14 h 23 |      | Service Park — Gap                           | —        |
| 27 Jan.             |         |      |                                              |          |
| 27 Jan.             | 16 h 09 | SS13 | Bayons–Bréziers 2                            | 25,49 km |
| 27 Jan.             |         |      |                                              |          |
| 27 Jan.             | 17 h 29 |      | Service Park — Gap                           | —        |
| 27 Jan.             | 22 h 17 |      | Parc fermé — Monaco                          | —        |
| Étape 3 — 63,98 km  |         |      |                                              |          |
| 28 Jan.             | 09 h 02 | SS14 | La Bollène-Vésubie–Peïra Cava 1              | 18,41 km |
| 28 Jan.             | 09 h 38 | SS15 | La Cabanette–Col de Braus 1                  | 13,58 km |
| 28 Jan.             | 11 h 15 | SS16 | La Bollène-Vésubie–Peïra Cava 2              | 18,41 km |
| 28 Jan.             | 12 h 18 | SS17 | La Cabanette–Col de Braus 2 [Super spéciale] | 13,58 km |
| 28 Jan.             |         |      |                                              |          |
| 28 Jan.             | 13 h 58 |      | Parc fermé — Monaco                          | —        |
| 28 Jan.             | —       |      | Cérémonie de clôture — Casino, Monaco        | —        |
| Source:             |         |      |                                              |          |

## Engagés
| no            | Engagé                      | Pilote                   | Copilote          | Voiture               | Pneus |
| ------------- | --------------------------- | ------------------------ | ----------------- | --------------------- | ----- |
| Engagés WRC   |                             |                          |                   |                       |       |
| 1             | M-Sport Ford WRT            | Sébastien Ogier          | Julien Ingrassia  | Ford Fiesta WRC       | M     |
| 2             | M-Sport Ford WRT            | Elfyn Evans              | Daniel Barritt    | Ford Fiesta WRC       | M     |
| 3             | M-Sport Ford WRT            | Bryan Bouffier           | Jérôme Degout     | Ford Fiesta WRC       | M     |
| 4             | Hyundai Shell Mobis WRT     | Andreas Mikkelsen        | Anders Jæger      | Hyundai i20 Coupe WRC | M     |
| 5             | Hyundai Shell Mobis WRT     | Thierry Neuville         | Nicolas Gilsoul   | Hyundai i20 Coupe WRC | M     |
| 6             | Hyundai Shell Mobis WRT     | Dani Sordo               | Carlos del Barrio | Hyundai i20 Coupe WRC | M     |
| 7             | Toyota GAZOO Racing WRT     | Jari-Matti Latvala       | Miikka Anttila    | Toyota Yaris WRC      | M     |
| 8             | Toyota GAZOO Racing WRT     | Ott Tänak                | Martin Järveoja   | Toyota Yaris WRC      | M     |
| 9             | Toyota GAZOO Racing WRT     | Esapekka Lappi           | Janne Ferm        | Toyota Yaris WRC      | M     |
| 10            | Citroën Total Abu Dhabi WRT | Kris Meeke               | Paul Nagle        | Citroën C3 WRC        | M     |
| 11            | Citroën Total Abu Dhabi WRT | Craig Breen              | Scott Martin      | Citroën C3 WRC        | M     |
| 18            | Manuel Villa                | Manuel Villa             | Daniele Michi     | Ford Fiesta RS WRC    | D     |
| Engagés WRC-2 |                             |                          |                   |                       |       |
| 31            | M-Sport Ford WRT            | Eric Camilli             | Benjamin Veillas  | Ford Fiesta R5        | M     |
| 32            | Škoda Motorsport II         | Jan Kopecký              | Pavel Dresler     | Škoda Fabia R5 (en)   | M     |
| 33            | M-Sport Ford WRT            | Teemu Suninen            | Mikko Markkula    | Ford Fiesta R5        | M     |
| 34            | Kevin Abbring               | Kevin Abbring            | Pieter Tsjoen     | Ford Fiesta R5        | P     |
| 35            | Guillaume De Mévius         | Guillaume De Mévius      | Louis Louka       | Peugeot 208 T16 R5    | M     |
| 36            | Eddie Sciessere             | Eddie Sciessere          | Flavio Zanella    | Citroën DS3 R5        | M     |
| Engagés WRC-3 |                             |                          |                   |                       |       |
| 61            | Vieffe Corse SRL            | Enrico Brazzoli          | Luca Beltrame     | Peugeot 208 R2        | D     |
| 62            | Taisko Lario                | Taisko Lario             | Tatu Hämäläinen   | Peugeot 208 R2        | M     |
| 63            | Jean-Baptiste Franceschi    | Jean-Baptiste Franceschi | Romain Courbon    | Ford Fiesta R2T       | M     |
| 64            | Amaury Molle                | Amaury Molle             | Renaud Herman     | Peugeot 208 R2        | M     |
| Source:       |                             |                          |                   |                       |       |

## Déroulement de l’épreuve

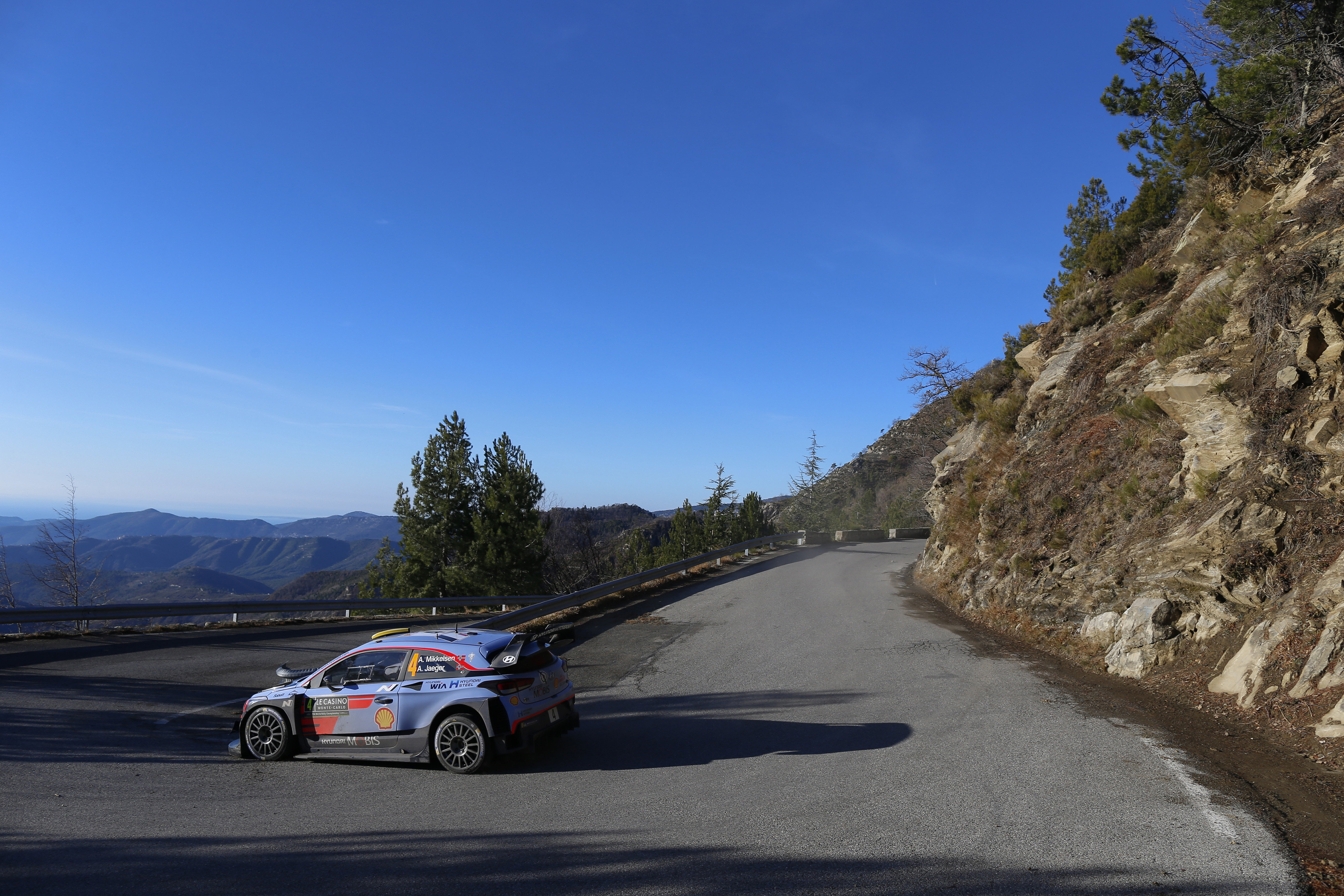
Andreas Mikkelsen, ici durant le rallye, contraint au retrait sur problème mécanique.

Le rallye débute le jeudi soir avec déjà 60 km à parcourir de nuit. Les conditions sont piégeuses, les sorties de route nombreuses, et c'est le local Sébastien Ogier qui tire d'entrée son épingle du jeu en remportant les deux spéciales. Surtout, il crée d'importants écarts puisque le deuxième, Andreas Mikkelsen, est déjà distancé à 17 s 3 et le troisième Daniel Sordo à 25 s 6. Craig Breen, septième, accuse plus d'une minute de retard tandis que pour Thierry Neuville, c'est la soupe à la grimace avec déjà 4 minutes de retard. Le belge, piégé par le verglas, est resté bloqué un long moment dans un fossé durant la première spéciale.
La journée de vendredi propose deux boucles identiques de trois spéciales disputées l'une le matin et l'autre l’après-midi. Ott Tänak signe le meilleur temps d'entrée, puis Ogier, toujours performant, s'adjuge la suivante, avant que son coéquipier Elfyn Evans n'enlève la dernière. À la pause, Sébastien Ogier est large leader, devançant de 40 s 4 Ott Tänak et de 47 s 5 Dani Sordo. Mikkelsen ne figure plus sur le podium provisoire et pour cause, il a été contraint à l'abandon à cause d’un alternateur défectueux.
L'après-midi pluvieuse sourit à Ott Tänak avec un nouveau scratch à la reprise puis avec un rapproché au classement sur Sébastien Ogier. En effet, ce dernier a perdu une trentaine de seconde dans l'ES7, la faute à un arrêt dans un fossé à la sortie d'une épingle, et a en plus terminé la dernière spéciale qu'à la huitième position. Le gapençais reste tout de même en tête à la fin de la journée, mais Tänak est revenu à 14 s 9. Les autres concurrents sont plus loin, avec Dani Sordo toujours troisième à 59 s 7 et les Toyota d'Esapekka Lappi et de Jari-Matti Latvala à plus d'une minute. Les pilotes Citroën ne sont pas à la fête avec Kris Meeke à près de trois minutes et Craig Breen relégué à plus de 5 minutes. Neuville est lui neuvième.

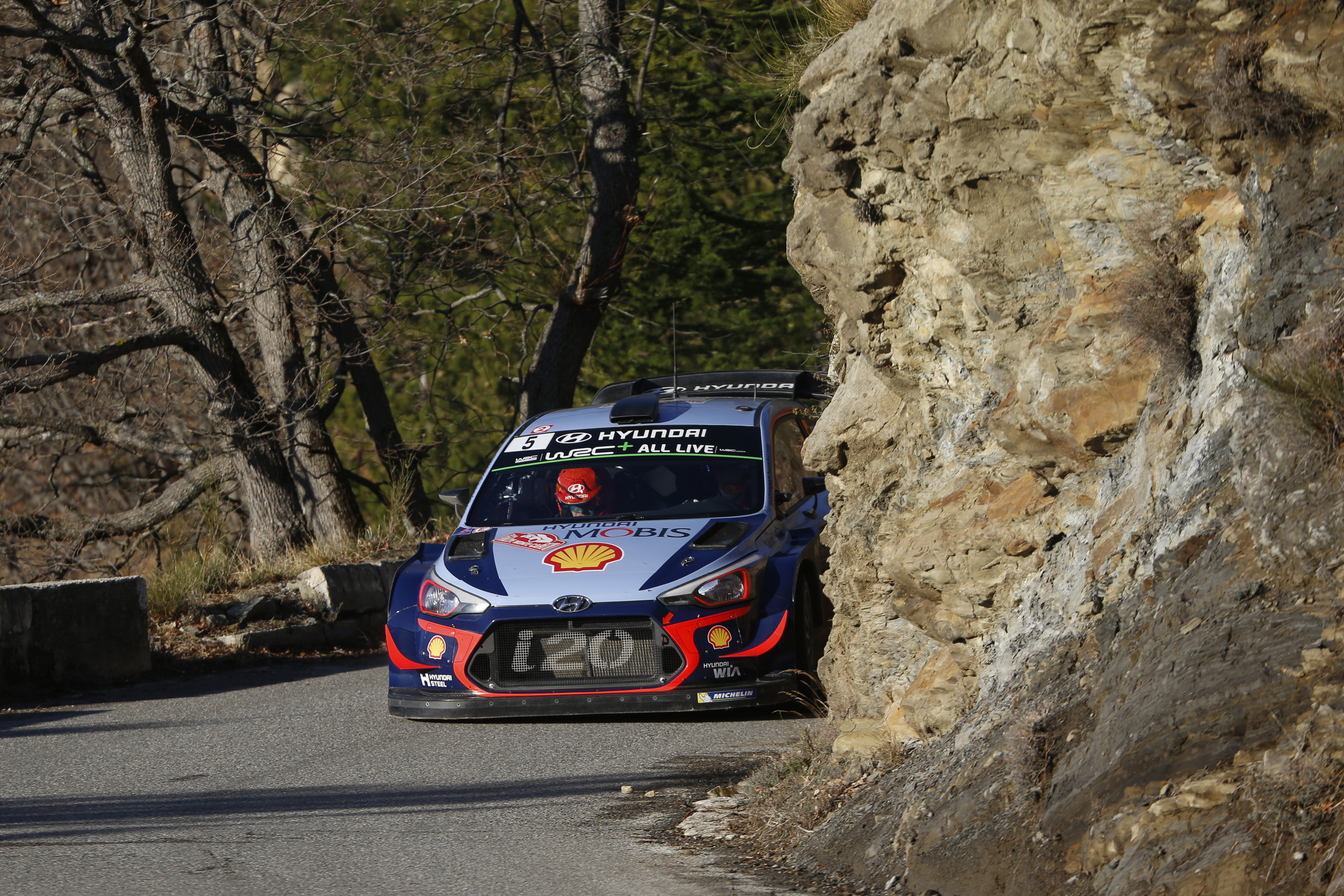
Thierry Neuville, ici durant le rallye qu'il termine 5e.

La journée de samedi est moins chargée avec au programme deux boucles identiques de deux spéciales, auxquelles s'ajoutent à la fin la spéciale Bayons–Bréziers. Les conditions sont cependant très compliquées, impliquant beaucoup de tête à queue, et piégeant notamment Daniel Sordo qui abandonne après une sortie de route. Mikkelsen, reparti en Rallye 2, est le plus rapide dans la première spéciale, que Sébastien Ogier qualifie d'« une des pires spéciales de (sa) vie ». Le français l'a cependant terminé deuxième, alors que son rival Ott Tänak l'a fini à plus d'une minute d'Ogier. À noter la 4e place d'Andrea Nucita au volant d'une Abarth 124 Rally RGT. L'estonien se ressaisit en s'adjugeant les deux spéciales suivantes, puis c'est Neuville qui performe en remportant les deux dernières. Lappi est moins heureux avec une crevaison dans l'ES11 qui lui fait perdre plus de trois minutes. Sébastien Ogier, qui s'est appliqué à gérer son avance, est toujours en tête samedi soir, et a toujours pour dauphin Tänak, à 33 s 5. Suivent les Toyota de Jari-Matti Latvala et d'Esapekka Lappi, ce dernier étant toujours quatrième mais avec plus de quatre minutes de retard. Neuville est 7e, juste devant le local Bryan Bouffier vainqueur en 2011.
Vient alors l'ultime journée du rallye, avec au programme deux fois deux spéciales réputées avec les passages sur le col de Braus et le col de Turini. Sébastien Ogier signe le meilleur chrono d'entrée puis contrôle, déclarant que « l'objectif est de rejoindre l'arrivée », et d'autant plus qu'il se fait dans l'ES15 une petite frayeur en ayant dû quasiment s'arrêter à cause d'un nuage de fumée qui l'a aveuglé. Tänak et Latvala gèrent eux aussi. Leurs poursuivants en revanche ne peuvent se le permettre en raison des faibles écarts qui les séparent. Ainsi, Thierry Neuville brille en remportant l'antépénultième et l'avant-dernière spéciales. Il est néanmoins toujours 7e avant la super-spéciale. Mais cette dernière, remportée par Kris Meeke, le voit terminer deuxième alors que Lappi sort de la piste et perd une trentaine de seconde, si bien qu'il parvient à terminer le rallye à la cinquième position, 1 s 0 devant Evans 6e et 3 s 7 devant Lappi 7e. Bryan Bouffier suit malgré une sortie de route dans la descente du Turini impliquant une minute d'arrêt.
Surtout, Sébastien Ogier, copiloté par Julien Ingrassia, remporte son cinquième Monte-Carlo consécutif et son sixième dans toute sa carrière, après avoir mené l'épreuve de bout en bout. Seul Ott Tänak est sous la minute avec 58 s 3 de retard. C'est une bonne performance pour l'estonien, dont c'est le premier rallye avec Toyota. Son coéquipier Jari-Matti Latvala termine troisième à 1 min 52, la quatrième place revenant à Kris Meeke. À noter en WRC-2 la victoire du spécialiste de l’asphalte Jan Kopecký qui termine 10e au général et avec plus de 22 minutes d'avance sur son dauphin, et en WRC-3 le succès de l'italien Enrico Brazzoli, lui aussi avec plus de 22 minutes d'avance sur son plus proche poursuivant.

## Résultats

### Classement final
| Position           | Position | No. | Pilote              | Copilote         | Équipe                      | Voiture               | Temps             | Diff.         | Points |
| Pos.               | Cla.     | No. | Pilote              | Copilote         | Équipe                      | Voiture               | Temps             | Diff.         | Points |
| ------------------ | -------- | --- | ------------------- | ---------------- | --------------------------- | --------------------- | ----------------- | ------------- | ------ |
| Classement général |          |     |                     |                  |                             |                       |                   |               |        |
| 1                  | 1        | 1   | Sébastien Ogier     | Julien Ingrassia | M-Sport Ford WRT            | Ford Fiesta WRC       | 4 h 18 min 55 s 5 | —             | 26     |
| 2                  | 2        | 8   | Ott Tänak           | Martin Järveoja  | Toyota Gazoo Racing WRT     | Toyota Yaris WRC      | 4 h 19 min 53 s 8 | 58 s 3        | 18     |
| 3                  | 3        | 7   | Jari-Matti Latvala  | Miikka Anttila   | Toyota Gazoo Racing WRT     | Toyota Yaris WRC      | 4 h 20 min 47 s 5 | 1 min 52 s 0  | 17     |
| 4                  | 4        | 10  | Kris Meeke          | Paul Nagle       | Citroën Total Abu Dhabi WRT | Citroën C3 WRC        | 4 h 23 min 38 s 6 | 4 min 43 s 1  | 17     |
| 5                  | 5        | 5   | Thierry Neuville    | Nicolas Gilsoul  | Hyundai Shell Mobis WRT     | Hyundai i20 Coupe WRC | 4 h 23 min 49 s 3 | 4 min 53 s 8  | 14     |
| 6                  | 6        | 2   | Elfyn Evans         | Daniel Barritt   | M-Sport Ford WRT            | Ford Fiesta WRC       | 4 h 23 min 50 s 3 | 4 min 54 s 8  | 8      |
| 7                  | 7        | 9   | Esapekka Lappi      | Janne Ferm       | Toyota Gazoo Racing WRT     | Toyota Yaris WRC      | 4 h 23 min 53 s 0 | 4 min 57 s 5  | 6      |
| 8                  | 8        | 3   | Bryan Bouffier      | Xavier Panseri   | M-Sport Ford WRT            | Ford Fiesta WRC       | 4 h 26 min 35 s 0 | 7 min 39 s 5  | 4      |
| 9                  | 9        | 11  | Craig Breen         | Scott Martin     | Citroën Total Abu Dhabi WRT | Citroën C3 WRC        | 4 h 28 min 02 s 2 | 9 min 06 s 7  | 2      |
| 10                 | 1        | 32  | Jan Kopecký         | Pavel Dresler    | Škoda Motorsport II         | Škoda Fabia R5 (en)   | 4 h 35 min 38 s 5 | 16 min 43 s 0 | 1      |
| 13                 | 10       | 4   | Andreas Mikkelsen   | Anders Jæger     | Hyundai Shell Mobis WRT     | Hyundai i20 Coupe WRC | 4 h 55 min 47 s 8 | 36 min 52 s 3 | 3      |
| WRC-2              |          |     |                     |                  |                             |                       |                   |               |        |
| 10                 | 1        | 32  | Jan Kopecký         | Pavel Dresler    | Škoda Motorsport II         | Škoda Fabia R5 (en)   | 4 h 35 min 38 s 5 | —             | 25     |
| 14                 | 2        | 36  | Eddie Sciessere     | Flavio Zanella   | Eddie Sciessere             | Citroën DS3 R5        | 4 h 58 min 26 s 2 | 22 min 47 s 7 | 18     |
| 18                 | 3        | 33  | Teemu Suninen       | Mikko Markkula   | M-Sport Ford WRT            | Ford Fiesta R5        | 5 h 09 min 09 s 6 | 33 min 31 s 1 | 15     |
| 19                 | 4        | 35  | Guillaume De Mévius | Louis Louka      | Guillaume De Mévius         | Peugeot 208 T16 R5    | 5 h 09 min 24 s 6 | 33 min 46 s 1 | 12     |
| WRC-3              |          |     |                     |                  |                             |                       |                   |               |        |
| 20                 | 1        | 61  | Enrico Brazzoli     | Luca Beltrame    | Vieffe Corse SRL            | Peugeot 208 R2        | 5 h 22 min 03 s 0 | —             | 25     |
| 31                 | 2        | 64  | Amaury Molle        | Renaud Herman    | Amaury Molle                | Peugeot 208 R2        | 5 h 44 min 27 s 9 | 22 min 44 s 9 | 18     |
| 35                 | 3        | 62  | Taisko Lario        | Tatu Hämäläinen  | Taisko Lario                | Peugeot 208 R2        | 5 h 55 min 00 s 2 | 32 min 57 s 2 | 15     |
| Source:            |          |     |                     |                  |                             |                       |                   |               |        |

### Spéciales chronométrées
| WRC        |          |                                             |          |                          |                       |               |                          |
| Jour       | Spéciale | Nom                                         | Longueur | Vainqueur                | Voiture               | Temps         | Meneur                   |
| 25 janvier | —        | Gap [Shakedown]                             | 3,35 km  | Thierry Neuville         | Hyundai i20 Coupe WRC | 2 min 00 s 2  | NC                       |
| 25 janvier | SS1      | Thoard – Sisteron                           | 36,58 km | Sébastien Ogier          | Ford Fiesta WRC       | 23 min 16 s 6 | Sébastien Ogier          |
| 25 janvier | SS2      | Bayons – Bréziers 1                         | 25,49 km | Sébastien Ogier          | Ford Fiesta WRC       | 14 min 53 s 2 | Sébastien Ogier          |
| 26 janvier | SS3      | Vitrolles – Oze 1                           | 26,72 km | Ott Tänak                | Toyota Yaris WRC      | 16 min 32 s 3 | Sébastien Ogier          |
| 26 janvier | SS4      | Roussieux–Eygalayes 1                       | 33,67 km | Sébastien Ogier          | Ford Fiesta WRC       | 18 min 25 s 3 | Sébastien Ogier          |
| 26 janvier | SS5      | Vaumeilh – Claret 1                         | 15,18 km | Elfyn Evans              | Ford Fiesta WRC       | 8 min 42 s 6  | Sébastien Ogier          |
| 26 janvier | SS6      | Vitrolles – Oze 2                           | 26,72 km | Ott Tänak                | Toyota Yaris WRC      | 16 min 45 s 5 | Sébastien Ogier          |
| 26 janvier | SS7      | Roussieux – Eygalayes 2                     | 33,67 km | Elfyn Evans              | Ford Fiesta WRC       | 19 min 03 s 5 | Sébastien Ogier          |
| 26 janvier | SS8      | Vaumeilh – Claret 2                         | 15,18 km | Thierry Neuville         | Hyundai i20 Coupe WRC | 8 min 36 s 2  | Sébastien Ogier          |
| 27 janvier | SS9      | Agnières en Dévoluy – Corps 1               | 29,16 km | Andreas Mikkelsen        | Hyundai i20 Coupe WRC | 25 min 11 s 8 | Sébastien Ogier          |
| 27 janvier | SS10     | St. Leger les Mélèzes – La-Bâtie Neuve 1    | 16,87 km | Ott Tänak                | Toyota Yaris WRC      | 12 min 16 s 8 | Sébastien Ogier          |
| 27 janvier | SS11     | Agnières en Dévoluy – Corps 2               | 29,16 km | Ott Tänak                | Toyota Yaris WRC      | 19 min 06 s 4 | Sébastien Ogier          |
| 27 janvier | SS12     | St. Leger les Mélèzes – La-Bâtie Neuve 2    | 16,87 km | Thierry Neuville         | Hyundai i20 Coupe WRC | 10 min 48 s 6 | Sébastien Ogier          |
| 27 janvier | SS13     | Bayons – Bréziers 2                         | 25,49 km | Thierry Neuville         | Hyundai i20 Coupe WRC | 14 min 32 s 8 | Sébastien Ogier          |
| 28 janvier | SS14     | La Bollène Vésubie – Peïra Cava 1           | 18,41 km | Sébastien Ogier          | Ford Fiesta WRC       | 13 min 51 s 4 | Sébastien Ogier          |
| 28 janvier | SS15     | La Cabarette – Col de Braus 1               | 13,58 km | Thierry Neuville         | Hyundai i20 Coupe WRC | 10 min 34 s 1 | Sébastien Ogier          |
| 28 janvier | SS16     | La Bollène Vésubie – Peïra Cava 2           | 18,41 km | Thierry Neuville         | Hyundai i20 Coupe WRC | 13 min 07 s 8 | Sébastien Ogier          |
| 28 janvier | SS17     | La Cabarette – Col de Braus 2 [Power stage] | 13,58 km | Kris Meeke               | Citroën C3 WRC        | 10 min 06 s 7 | Sébastien Ogier          |
| WRC-2      |          |                                             |          |                          |                       |               |                          |
| 25 janvier | —        | Gap [Shakedown]                             | 3,35 km  | Eric Camilli             | Ford Fiesta R5        | 2 min 13 s 9  | NC                       |
| 25 janvier | SS1      | Thoard – Sisteron                           | 36,58 km | Eric Camilli             | Ford Fiesta R5        | 24 min 59 s 9 | Eric Camilli             |
| 25 janvier | SS2      | Bayons – Bréziers 1                         | 25,49 km | Jan Kopecký              | Škoda Fabia R5 (en)   | 15 min 49 s 3 | Eric Camilli             |
| 26 janvier | SS3      | Vitrolles – Oze 1                           | 26,72 km | Kevin Abbring            | Ford Fiesta R5        | 17 min 22 s 1 | Eric Camilli             |
| 26 janvier | SS4      | Roussieux – Eygalayes 1                     | 33,67 km | Jan Kopecký              | Škoda Fabia R5 (en)   | 19 min 34 s 5 | Jan Kopecký              |
| 26 janvier | SS5      | Vaumeilh – Claret 1                         | 15,18 km | Jan Kopecký              | Škoda Fabia R5 (en)   | 9 min 08 s 6  | Jan Kopecký              |
| 26 janvier | SS6      | Vitrolles – Oze 2                           | 26,72 km | Jan Kopecký              | Škoda Fabia R5 (en)   | 17 min 42 s 4 | Jan Kopecký              |
| 26 janvier | SS7      | Roussieux – Eygalayes 2                     | 33,67 km | Jan Kopecký              | Škoda Fabia R5 (en)   | 20 min 57 s 7 | Jan Kopecký              |
| 26 janvier | SS8      | Vaumeilh – Claret 2                         | 15,18 km | Kevin Abbring            | Ford Fiesta R5        | 9 min 28 s 5  | Jan Kopecký              |
| 27 janvier | SS9      | Agnières en Dévoluy – Corps 1               | 29,16 km | Kevin Abbring            | Ford Fiesta R5        | 27 min 04 s 7 | Jan Kopecký              |
| 27 janvier | SS10     | St. Leger les Mélèzes – La Bâtie Neuve 1    | 16,87 km | Eric Camilli             | Ford Fiesta R5        | 12 min 57 s 5 | Jan Kopecký              |
| 27 janvier | SS11     | Agnières en Dévoluy – Corps 2               | 29,16 km | Teemu Suninen            | Ford Fiesta R5        | 19 min 55 s 9 | Jan Kopecký              |
| 27 janvier | SS12     | St. Leger les Mélèzes – La Bâtie Neuve 2    | 16,87 km | Teemu Suninen            | Ford Fiesta R5        | 11 min 37 s 2 | Jan Kopecký              |
| 27 janvier | SS13     | Bayons – Bréziers 2                         | 25,49 km | Teemu Suninen            | Ford Fiesta R5        | 15 min 47 s 2 | Jan Kopecký              |
| 28 janvier | SS14     | La Bollène Vésubie – Peïra Cava 1           | 18,41 km | Teemu Suninen            | Ford Fiesta R5        | 14 min 42 s 1 | Jan Kopecký              |
| 28 janvier | SS15     | La Cabarette – Col de Braus 1               | 13,58 km | Teemu Suninen            | Ford Fiesta R5        | 11 min 07 s 6 | Jan Kopecký              |
| 28 janvier | SS16     | La Bollène Vésubie – Peïra Cava 2           | 18,41 km | Teemu Suninen            | Ford Fiesta R5        | 14 min 00 s 4 | Jan Kopecký              |
| 28 janvier | SS17     | La Cabarette – Col de Braus 2               | 13,58 km | Jan Kopecký              | Škoda Fabia R5 (en)   | 10 min 40 s 8 | Jan Kopecký              |
| WRC-3      |          |                                             |          |                          |                       |               |                          |
| 25 janvier | —        | Gap [Shakedown]                             | 3,35 km  | Jean-Baptiste Franceschi | Ford Fiesta R2T       | 2 min 31 s 9  | NC                       |
| 25 janvier | SS1      | Thoard – Sisteron                           | 36,58 km | Jean-Baptiste Franceschi | Ford Fiesta R2T       | 28 min 07 s 4 | Jean-Baptiste Franceschi |
| 25 janvier | SS2      | Bayons – Bréziers 1                         | 25,49 km | Jean-Baptiste Franceschi | Ford Fiesta R2T       | 18 min 29 s 0 | Jean-Baptiste Franceschi |
| 26 janvier | SS3      | Vitrolles – Oze 1                           | 26,72 km | Jean-Baptiste Franceschi | Ford Fiesta R2T       | 18 min 57 s 8 | Jean-Baptiste Franceschi |
| 26 janvier | SS4      | Roussieux – Eygalayes 1                     | 33,67 km | Jean-Baptiste Franceschi | Ford Fiesta R2T       | 21 min 51 s 0 | Jean-Baptiste Franceschi |
| 26 janvier | SS5      | Vaumeilh–Claret 1                           | 15,18 km | Jean-Baptiste Franceschi | Ford Fiesta R2T       | 10 min 11 s 1 | Jean-Baptiste Franceschi |
| 26 janvier | SS6      | Vitrolles – Oze 2                           | 26,72 km | Jean-Baptiste Franceschi | Ford Fiesta R2T       | 19 min 27 s 5 | Jean-Baptiste Franceschi |
| 26 janvier | SS7      | Roussieux – Eygalayes 2                     | 33,67 km | Jean-Baptiste Franceschi | Ford Fiesta R2T       | 23 min 05 s 8 | Jean-Baptiste Franceschi |
| 26 janvier | SS8      | Vaumeilh – Claret 2                         | 15,18 km | Jean-Baptiste Franceschi | Ford Fiesta R2T       | 10 min 11 s 2 | Jean-Baptiste Franceschi |
| 27 janvier | SS9      | Agnières en Dévoluy – Corps 1               | 29,16 km | Jean-Baptiste Franceschi | Ford Fiesta R2T       | 29 min 32 s 1 | Jean-Baptiste Franceschi |
| 27 janvier | SS10     | St. Leger les Mélèzes – La Bâtie Neuve 1    | 16,87 km | Taisko Lario             | Peugeot 208 R2        | 13 min 42 s 1 | Jean-Baptiste Franceschi |
| 27 janvier | SS11     | Agnières en Dévoluy – Corps 2               | 29,16 km | Enrico Brazzoli          | Peugeot 208 R2        | 23 min 46 s 9 | Enrico Brazzoli          |
| 27 janvier | SS12     | St. Leger les Mélèzes – La Bâtie Neuve 2    | 16,87 km | Taisko Lario             | Peugeot 208 R2        | 13 min 16 s 5 | Enrico Brazzoli          |
| 27 janvier | SS13     | Bayons – Bréziers 2                         | 25,49 km | Taisko Lario             | Peugeot 208 R2        | 18 min 44 s 5 | Enrico Brazzoli          |
| 28 janvier | SS14     | La Bollène Vésubie – Peïra Cava 1           | 18,41 km | Taisko Lario             | Peugeot 208 R2        | 16 min 32 s 6 | Enrico Brazzoli          |
| 28 janvier | SS15     | La Cabarette – Col de Braus 1               | 13,58 km | Enrico Brazzoli          | Peugeot 208 R2        | 12 min 55 s 4 | Enrico Brazzoli          |
| 28 janvier | SS16     | La Bollène Vésubie – Peïra Cava 2           | 18,41 km | Taisko Lario             | Peugeot 208 R2        | 15 min 57 s 0 | Enrico Brazzoli          |
| 28 janvier | SS17     | La Cabarette – Col de Braus 2               | 13,58 km | Enrico Brazzoli          | Peugeot 208 R2        | 12 min 35 s 7 | Enrico Brazzoli          |

### Super spéciale
La super spéciale est une spéciale de 13,58 km courue à la fin du rallye.
| Pos. | Pilote             | Copilote         | Voiture               | Temps         | Diff.  | Pts. |
| ---- | ------------------ | ---------------- | --------------------- | ------------- | ------ | ---- |
| 1    | Kris Meeke         | Paul Nagle       | Citroën C3 WRC        | 10 min 06 s 7 | 0 s 0  | 5    |
| 2    | Thierry Neuville   | Nicolas Gilsoul  | Hyundai i20 Coupe WRC | 10 min 09 s 0 | +2 s3  | 4    |
| 3    | Andreas Mikkelsen  | Anders Jæger     | Hyundai i20 Coupe WRC | 10 min 11 s 1 | +4 s 4 | 3    |
| 4    | Jari-Matti Latvala | Miikka Anttila   | Toyota Yaris WRC      | 10 min 13 s 6 | +6 s 9 | 2    |
| 5    | Sébastien Ogier    | Julien Ingrassia | Ford Fiesta WRC       | 10 min 14 s 8 | +8 s 1 | 1    |

## Classements aux championnats après l'épreuve
| WRC   |      |                     |        |
|       | Pos. | Pilote              | Points |
|       | 1    | Sébastien Ogier     | 26     |
|       | 2    | Ott Tänak           | 18     |
|       | 3    | Jari-Matti Latvala  | 17     |
|       | 4    | Kris Meeke          | 17     |
|       | 5    | Thierry Neuville    | 14     |
| WRC-2 |      |                     |        |
|       | Pos. | Pilote              | Points |
|       | 1    | Jan Kopecký         | 25     |
|       | 2    | Eddie Sciessere     | 18     |
|       | 3    | Teemu Suninen       | 15     |
|       | 4    | Guillaume De Mévius | 12     |
| WRC-3 |      |                     |        |
|       | Pos. | Pilote              | Points |
|       | 1    | Enrico Brazzoli     | 25     |
|       | 2    | Amaury Molle        | 18     |
|       | 3    | Taisko Lario        | 15     |

| WRC   |      |                  |        |
|       | Pos. | Copilote         | Points |
|       | 1    | Julien Ingrassia | 26     |
|       | 2    | Martin Järveoja  | 18     |
|       | 3    | Miikka Anttila   | 17     |
|       | 4    | Paul Nagle       | 17     |
|       | 5    | Nicolas Gilsoul  | 14     |
| WRC-2 |      |                  |        |
|       | Pos. | Copilote         | Points |
|       | 1    | Pavel Dresler    | 25     |
|       | 2    | Flavio Zanella   | 18     |
|       | 3    | Mikko Markkula   | 15     |
|       | 4    | Louis Louka      | 12     |
| WRC-3 |      |                  |        |
|       | Pos. | Copilote         | Points |
|       | 1    | Luca Beltrame    | 25     |
|       | 2    | Renaud Herman    | 18     |
|       | 3    | Tatu Hämäläinen  | 15     |

| WRC   |      |                             |        |
|       | Pos. | Constructeurs               | Points |
|       | 1    | M-Sport Ford WRT            | 33     |
|       | 1    | Toyota GAZOO Racing WRT     | 33     |
|       | 3    | Citroën Total Abu Dhabi WRT | 14     |
|       | 4    | Hyundai Shell Mobis WRT     | 10     |
| WRC-2 |      |                             |        |
|       | Pos. | Équipe                      | Points |
|       | 1    | Škoda Motorsport II         | 25     |
|       | 2    | Eddie Sciessere             | 18     |
|       | 3    | M-Sport Ford WRT            | 15     |
|       | 4    | Guillaume De Mévius         | 12     |
| WRC-3 |      |                             |        |
|       | Pos. | Équipe                      | Points |
|       | 1    | Vieffe Corse SRL            | 25     |
|       | 2    | Amaury Molle                | 18     |
|       | 3    | Taisko Lario                | 15     |